# Lasiopetalum lineare
Lasiopetalum lineare är en malvaväxtart som beskrevs av Paust. Lasiopetalum lineare ingår i släktet Lasiopetalum och familjen malvaväxter. Inga underarter finns listade i Catalogue of Life.